# Погосян, Мушег Мелконович
Муше́г Мелко́нович (Мели́кович) Погося́н (арм. Մուշեղ Մելքոնի (Մելիքի) Պողոսյան; 1908—1976) — армянский советский организатор и передовик сельскохозяйственного производства. Герой Социалистического Труда (1950).

## Биография
Мушег Мелконович Погосян родился в 1908 году в селе Гарабашар Буланыкского района Западной Армении, в бедной семье сельского рабочего. Во время геноцида армян 1915 года семья Погосянов иммигрировала на территорию Эриванской губернии Российской империи. Рано лишившись родителей, с 1919 года Мушег занимался батрачеством — сначала в селе Егвард (ныне город в Котайкской области Республики Армения), после в селе Октембер (ныне село Сардарапат в Армавирской области).
В 1928 году Мушег Погосян в числе первых вступил в созданный в селе Октембер колхоз. С 1930 по 1933 год получал образование в Ереванском государственном университете, на рабочем факультете. Во время учёбы в 1931 году вступил в ряды ВКП(б)/КПСС. С 1933 года занимал должность заведующего отделом пропаганды и агитации Октемберянского районного комитета ЛКСМ Армении. Через некоторое время он был назначен агротехником и секретарём партийной организации колхоза имени Сталина села Норапат Октемберянского района Армянской ССР. В 1935 году был назначен инструктором Октемберянского районного комитета Коммунистической партии Армении, а в 1937-м был избран председателем правления колхоза имени Сталина, должность которого занимал до 1939 года. После этого он вновь работал в аппарате Октемберянского райкома КП Армении — был заведующим организационно-инструкторским отделом.
После начала Великой Отечественной войны в сентябре 1941 года Мушег Погосян был призван в ряды Рабоче-крестьянской Красной армии. Занимал должности политрука роты и комиссара батальона на Закавказском и Северо-Кавказском фронтах. За проявленные доблесть в боях и своевременное выполнение заданий командования Погосян был награждён боевыми медалями.
После демобилизации Мушег Погосян вернулся в село Норапат, и в 1947 году вновь был избран председателем колхоза имени Сталина. На этой должности он уделял особое внимание выращиванию хлопчатника. Под его руководством была налажена система орошения этого типа прядильной культуры, организована эффективная борьба против её заболеваний и засорения. В результате колхоз достиг больших результатов в повышении урожайности: к 1949 году в колхозе был получен рекордный урожай — 40,7 центнеров хлопка с каждого гектара на общей территории 54 га.
Указом Президиума Верховного Совета СССР от 14 июня 1950 года за получение высоких урожаев хлопка на поливных землях и табака при выполнении колхозами обязательных поставок и контрактации по всем видам сельскохозяйственной продукции, натуроплаты МТС в 1949 году и обеспеченности семенами всех культур в размере полной потребности для весеннего сева 1950 года Мушегу Мелконовичу Погосяну было присвоено звание Героя Социалистического Труда с вручением ордена Ленина и золотой медали «Серп и Молот».
С 1950-го по 1952 год Мушег Погосян, получивший к этому времени высшее сельскохозяйственное образование в Ереванском сельскохозяйственном институте, занимал должность директора Октемберянского молочного завода, затем — управляющего закупочной конторой Октемберянского района Армянской ССР, с 1952 года по февраль 1955 года был председателем колхоза села Мргашат (Октемберянского района), а с февраля 1955 года в третий раз стал председателем колхоза имени Сталина села Норапат. В последующие годы в колхозе под его руководством было увеличено поголовье скота, улучшено качество ухода за ним, в результате чего повысилась продуктивность животноводства. По итогам восьмой пятилетки трудовой вклад Погосяна был отмечен орденом Октябрьской Революции.
Мушег Мелконович Погосян также вёл активную общественную работу. Он был членом Октемберянского районного комитета Коммунистической партии Армении, избирался депутатом Октемберянского районного Совета и Октемберянского городского Совета.
Мушег Мелконович Погосян скончался в марте 1976 года.

## Награды
- Герой Социалистического Труда (Указ Президиума Верховного Совета СССР от 14 июня 1950 года, орден Ленина и медаль «Серп и Молот») — за получение высоких урожаев хлопка на поливных землях и табака при выполнении колхозами обязательных поставок и контрактации по всем видам сельскохозяйственной продукции, натуроплаты МТС в 1949 году и обеспеченности семенами всех культур в размере полной потребности для весеннего сева 1950 года[6].
- Орден Октябрьской Революции (8.04.1971)[6].